# No soy el señor monstruo
No soy el señor monstruo es una novela juvenil de suspenso, la secuela de No soy un serial killer, escrita por Dan Wells. 
Es el segundo libro en la trilogía John Wayne Cleaver. El libro se centra en las amenazas duales tanto del conflicto entre John y su lado oscuro, al que el llama "Señor Monstruo" (que también es el alias empleado por el asesino serial David Berkowitz, apodado "El hijo de Sam") como de la emergencia por un segundo asesino serial en el Condado de Clayton. La secuela de este libro es No Quiero Matarte, que fue publicado en marzo de 2011.
- Datos: Q6928980